# بهادر عبدی
بهادر عبدی (۱۰ اردیبهشت ۱۳۶۱ در تهران) بازیکن سابق فوتبال اهل ایران است.
وی سابقه سابقه عضویت در تیم‌های سرخپوشان، پرسپولیس، شاهین بوشهر، راه‌آهن، پیکان، نفت آبادان، آلومینیوم اراک و کارون اروند خرمشهر را در کارنامه دارد.
وی در تاریخ ۷ مرداد ۹۸ از دنیای فوتبال خداحافظی کرد

## افتخارات
- باشگاهی
  - جام خلیج فارس
    - ۱۳۸۶–۸۷ قهرمان